# Jim Hogg

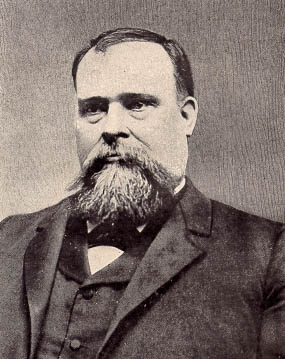
Jim Hogg

James Stephen „Jim“ Hogg (* 24. März 1851 bei Rusk, Texas; † 3. März 1906 in Houston, Texas) war ein US-amerikanischer Politiker und von 1891 bis 1895 der 21. Gouverneur des Bundesstaates Texas.

## Leben
Hogg wurde am 24. März 1851 als Sohn von Joseph Lewis Hogg und Lucanda McMath im Cherokee County geboren. Sein Vater, der als Generalmajor in der Konföderiertenarmee diente, starb 1862 und seine Mutter 1863, woraufhin er mit seinen Geschwistern die Plantage der Familie weiterführte. 1866 ging Hogg nach Tuscaloosa (Alabama), um dort zu studieren. Im Jahr 1873 heiratete er Sally Stinson, die 1895 starb. Sie hatten eine Tochter namens Ima.
Von 1887 bis 1891 übte Hogg das Amt des Attorney General von Texas aus. 1890 wurde er dann als Demokrat zum Gouverneur von Texas gewählt und regierte von 1891 bis 1895. Er widmete einen Teil seiner politischen Arbeit der Bekämpfung von Nepotismus und Korruption. Hogg starb am 3. März 1906 in Houston und wurde auf dem Oakwood Cemetery in Austin beigesetzt. Das Jim Hogg County wurde nach ihm benannt.